# Edgar Herrmann
Edgar Herrmann (20 febbraio 1932) è un pilota di rally tedesco, con passaporto kenyota.
Oltre ad aver preso parte ad alcune gare su pista guidando principalmente una Porsche 911, vinse in particolare il Safari Rally in Kenya nel 1970 e nel 1971. Il giornalista di Sports Illustrated Robert F. Jones lo descrisse come "un uomo fiducioso e competente di solito seguito da donne di bell'aspetto".

## Carriera

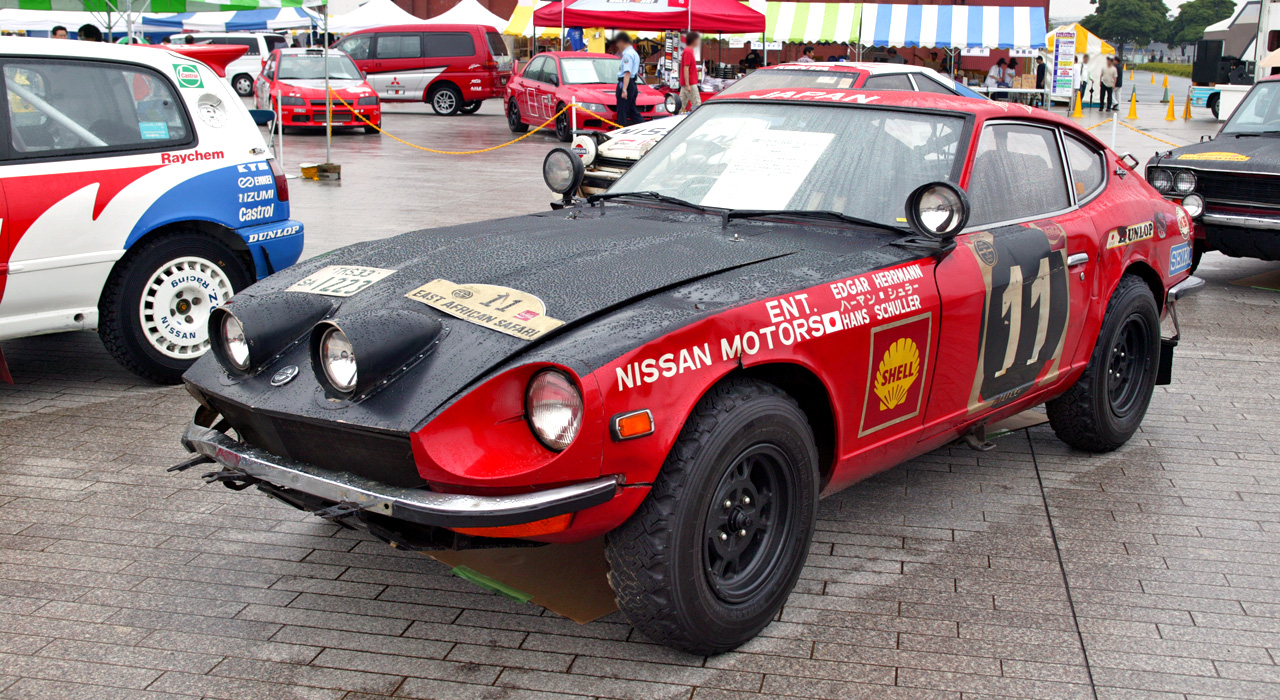
Datsun Fairlady 240Z

Herrmann arrivò con la sua Datsun P510 UWTK al quinto posto al Safari Rally del 1969, allora noto come Safari Rally dell'Africa orientale, dopo essersi ritirato con una Porsche 911 l'anno prima. Vinse l'evento due volte quando entrò a far parte del campionato internazionale costruttori nel 1970 con una Datsun 1600 SSS e nel 1971 con un Datsun 240Z. Nel 1972 portò la sua 240Z al quinto posto. Il suo miglior piazzamento al di fuori del Rally Safari in una gara del campionato fu un 17º posto al RAC Rally del 1971.
Dopo che fu istituito il World Rally Championship nel 1973, Herrmann gareggiò con la sua 240Z al Safari Rally del 1973, ritirandosi a causa della rottura della guarnizione della testata. Tuttavia, nello stesso anno vinse il Rallye Costa d'Avorio, gara non valida per il campionato. La stagione successiva prese parte al Safari Rally su una Porsche Carrera RS ma si ritirò per un problema al motore.
Herrmann ha continuato a gareggiare al Safari Rally altre cinque volte. Nel 1976, guidò una Opel Kadett GT/E e nel 1984 e 1985 una Mitsubishi Starion Turbo, ritirandosi in tutte le gare. Nel 1982 e nel 1983, fece da navigatore al pilota svizzero Hanspeter Ruedin a bordo di una Mitsubishi Lancer Turbo. La coppia si ritirò nel 1982 e si piazzò 13º nel 1983.

## Palmarès
Campionato del mondo rally
- 2 vittorie (Safari Rally del 1970, 1971)

Gare vinte
| # | Rally            | Stagione | Navigatore | Auto                    |
| - | ---------------- | -------- | ---------- | ----------------------- |
| 1 | 18º Safari Rally | 1970     | /          | Datsun Bluebird 1600SSS |
| 2 | 19º Safari Rally | 1971     | /          | Datsun Fairlady 240Z    |

## Risultati nel mondiale rally

### ICM
- 1970 - Nissan Motor Co. Ltd, Nissan Datsun - Datsun 1600 SSS, Mercedes-Benz 280 SE, Datsun 240Z - 1° al Safari Rally, fuori tempo massimo al Rally dell'Acropoli, ritirato al Rally di Gran Bretagna
- 1971 - Nissan Motor Co. Ltd, VW Porsche Austria, Nissan Europe Rally Team - Datsun 240Z, Volkswagen 1302 S - 1° al Safari Rally, ritirato al Rally d'Austria, 17° al Rally di Gran Bretagna
- 1972 - Nissan Motor Co. Ltd, Porsche Salzburg / Bosch Racing Team - Datsun 240Z, Volkswagen Käfer 1302 S - 5° al Safari Rally, fuori tempo massimo al Rally d'Austria

### WRC
| 1973 | Scuderia             | Vettura               |  |  |  |     |  |  |  |  |  |  |    |  |  |  |  |  | Punti | Pos. |
| ---- | -------------------- | --------------------- |  |  |  | --- |  |  |  |  |  |  | -- |  |  |  |  |  | ----- | ---- |
| 1973 | Nissan Motor Co. Ltd | Datsun 240Z Subaru GL |  |  |  | Rit |  |  |  |  |  |  | 14 |  |  |  |  |  |       |      |

| 1974 | Scuderia | Vettura                    |  |     |  |  |  |  |  |  |  |  |  |  |  |  |  |  | Punti | Pos. |
| ---- | -------- | -------------------------- |  | --- |  |  |  |  |  |  |  |  |  |  |  |  |  |  | ----- | ---- |
| 1974 |          | Porsche 911 Carrera RS 2.7 |  | Rit |  |  |  |  |  |  |  |  |  |  |  |  |  |  |       |      |

| 1976 | Scuderia               | Vettura              |  |  |  |    |  |  |  |  |  |  |  |  |  |  |  |  | Punti | Pos. |
| ---- | ---------------------- | -------------------- |  |  |  | -- |  |  |  |  |  |  |  |  |  |  |  |  | ----- | ---- |
| 1976 | Opel Euro Händler Team | Opel Kadett GT/E 16V |  |  |  | SQ |  |  |  |  |  |  |  |  |  |  |  |  |       |      |

| 1978 | Scuderia         | Vettura                              |  |  |     |  |     |  |  |  |  |  |  |  |  |  |  |  | Punti | Pos. |
| ---- | ---------------- | ------------------------------------ |  |  | --- |  | --- |  |  |  |  |  |  |  |  |  |  |  | ----- | ---- |
| 1978 | Ryce Motors Ltd. | Opel Kadett GT/E Ford Escort RS 2000 |  |  | Rit |  | Rit |  |  |  |  |  |  |  |  |  |  |  |       |      |

| 1984 | Scuderia | Vettura                  |  |  |  |     |  |  |  |  |  |  |  |  |  |  |  |  | Punti | Pos. |
| ---- | -------- | ------------------------ |  |  |  | --- |  |  |  |  |  |  |  |  |  |  |  |  | ----- | ---- |
| 1984 |          | Mitsubishi Starion Turbo |  |  |  | Rit |  |  |  |  |  |  |  |  |  |  |  |  | 0     |      |

| 1985 | Scuderia | Vettura                  |  |  |  |     |  |  |  |  |  |  |  |  |  |  |  |  | Punti | Pos. |
| ---- | -------- | ------------------------ |  |  |  | --- |  |  |  |  |  |  |  |  |  |  |  |  | ----- | ---- |
| 1985 |          | Mitsubishi Starion Turbo |  |  |  | Rit |  |  |  |  |  |  |  |  |  |  |  |  | 0     |      |

| Legenda | 1º posto | 2º posto | 3º posto | A punti | Senza punti | Ritirato | Squalificato | NP=Non partito C=Gara cancellata | Apice=Power stage |